# Терновский, Александр Сергеевич
Александр Сергеевич  Терновский (1811—1877) — протоиерей русской православной церкви.

## Биография
Родился в 1811 году в семье «дьячка Сергея Алексеева», служившего в Покровской церкви Хотьковского монастыря. В 1824—1832 годах учился в Вифанской духовной семинарии, которую окончил студентом 1-го разряда; митрополитом Филаретом был посвящён в стихарь. Затем учился в Московской духовной академии, которую окончил магистром и в 1836 году был определён профессором Вифанской семинарии.
Ему принадлежит сочинение: «Рассуждение о том, что Эммануил, о котором говорит пророк Исайя в гл. VII ст. 14, есть Мессия Иисус» (М., 1836).
Умер в 1877 году.